# 90461 Matthewgraham
90461 Matthewgraham este un asteroid din centura principală de asteroizi.

## Descriere
90461 Matthewgraham este un asteroid din centura principală de asteroizi. A fost descoperit pe 11 februarie 2004 în cadrul proiectului CSS. Asteroidul prezintă o orbită caracterizată de o semiaxă mare de 3,07 ua, o excentricitate de 0,22 și o înclinație de 2,1° în raport cu ecliptica.